# Salisbury Plain (Südgeorgien)
Koordinaten: 54° 3′ S, 37° 21′ W

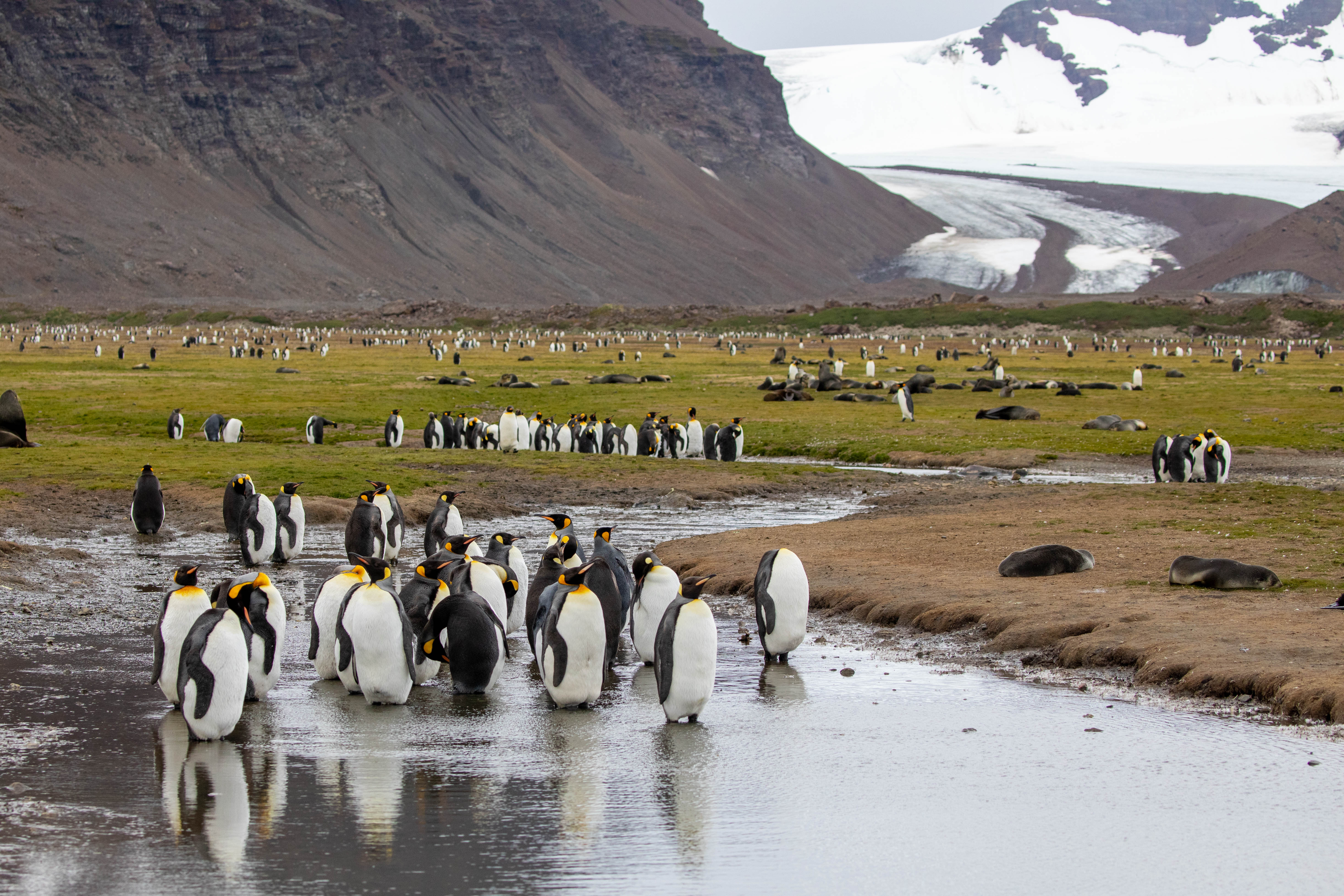
Königspinguine auf der Salisbury Plain

Die Salisbury Plain ist eine kleine Ebene an der Nordküste Südgeorgiens. Am Ufer der Bay of Isles liegt sie zwischen dem Grace- und dem Lucas-Gletscher. 
Der Name der Ebene ist erstmals auf einer Landkarte der britischen Admiralität aus dem Jahr 1931, die auf den Vermessungsarbeiten der Discovery Investigations aus den Jahren von 1929 bis 1930 basiert. Namensgeber ist vermutlich die Salisbury Plain in Südengland.